# Lemmy Caution gegen Alpha 60
Lemmy Caution gegen Alpha 60 (auch bekannt unter dem Originaltitel Alphaville) ist ein Science-Fiction-Film des französischen Regisseurs Jean-Luc Godard aus dem Jahr 1965.

## Handlung
Lemmy Caution, ein Agent der Außenwelt, der die „intersideriale Distanz“ in seinem Ford Galaxie überwunden hat, erreicht die abgeschlossene, futuristische Stadt Alphaville. Dort herrscht der Supercomputer α-60 über eine totalitäre, dystopische Gesellschaft. Ausschließlich die Logik ist dort erlaubt, Gefühle sind verboten. In jedem Raum gibt es eine „Bibel“, ein Wörterbuch, das alle zugelassenen Wörter verzeichnet und täglich aktualisiert wird. Wer abweicht, wird zum Selbstmord getrieben oder hingerichtet. Im Laufe des Films wird deutlich, dass Alphaville die Länder der Außenwelt erobern will und einen Angriffskrieg plant. Leitender Wissenschaftler und Entwickler von α-60 ist Leonard von Braun, dessen Porträt überall hängt. Lemmy hat die Aufgabe, α-60 und von Braun auszuschalten. Außerdem soll er herausfinden, warum der Agent Henry Dickson keine Berichte mehr sendet.
Lemmy gibt sich als Journalist der Außenwelt-Zeitung Figaro-Prawda aus. Die Programmiererin Natascha von Braun, Leonards Tochter, hat den Befehl, ihn zu betreuen. Unter anderem führt sie ihn zu einer merkwürdigen „Feier“, bei der Abweichler in einem Hallenbad von Synchronschwimmerinnen vor Publikum exekutiert werden. Dickson, der andere Agent, ist keine Hilfe; er ist vom Leben in der Dystopie zerstört und stirbt, während Caution ihn in einem billigen Hotel besucht. Immerhin kann Caution Nataschas Systemtreue erschüttern und ihr näherkommen, indem er von der Außenwelt erzählt, über Poesie und Liebe spricht und Gedichte aus Die Hauptstadt der Schmerzen von Paul Eluard rezitiert.
Seine Tarnung scheint durchschaut zu sein, denn es werden mehrfach Attentate auf ihn ausgeführt, und als er ein Gespräch mit von Braun erzwingen will, schlagen ihn dessen Leibwächter zusammen. Lemmy wird in eine der zahllosen Verhörzellen gebracht, die mit α-60 verbunden sind. Der Computer (im französischen Original von einem Laryngektomierten mit elektrischer Sprechhilfe gesprochen) schätzt Lemmy als überdurchschnittlich intelligent ein, interessiert sich für seine Ansichten und lässt ihn vorläufig frei. Lemmy kehrt ins Hotel zurück und verbringt eine Nacht voll Poesie mit Natascha.
Am nächsten Tag versucht er, Kontakt zur Außenwelt aufzunehmen. Doch der Krieg hat begonnen, die Leitungen sind unterbrochen, und Lemmy wird bei Natascha wieder verhaftet. Wieder in der Verhörzelle, kann Lemmy α-60 mit einem logisch unlösbaren Rätsel konfrontieren (die Lösung wird nicht mitgeteilt, vermutlich ist sie „Liebe“). Der Computer beginnt, alle seine Komponenten an die Lösung dieses Rätsels zu setzen.
Lemmy verurteilt er als Feindagent zum Tod. Dem Verurteilten gelingt es aber ohne Schwierigkeiten, die Zellentür aufzubrechen, seine Bewacher zu erschießen oder abzuschütteln und mit einem entführten Streifenwagen in den Zentralpalast einzudringen, wo von Braun arbeitet. Von Braun lehnt die angebotene Rückkehr in die Außenwelt ab und wird von Lemmy ohne Weiteres erschossen. Als der Agent den Palast verlässt, sieht er überall kranke und sterbende Einwohner: Das Rätsel, das er α-60 gestellt hatte, hat den Computer überfordert und zerstört. Ohne Führung, ohne „Licht“ werden nur wenige Menschen in Alphaville überleben. Lemmy findet Natascha und nimmt sie mit sich zurück in die Außenwelt. Im Auto, wieder im „intersiderialen Raum“ (tatsächlich eine Pariser Autobahn), gesteht sie ihm ihre Liebe.

## Hintergrund
Der Film wurde in Schwarzweiß, die Außenszenen in Pariser Neubauvierteln mit ihren modernen Glas- und Betonfassaden und Neonreklamen gedreht. Godard verwendete keine Spezialeffekte.
Um die Mensch-Maschine-Diskrepanz bereits im Titel zu benennen, plante Godard die Veröffentlichung des Films unter seinem Arbeitstitel Tarzan versus IBM.
Der Film verwendet im Original eine künstlich veränderte, manipulierende Sprache, ähnlich George Orwells Neusprech. In der deutschen Synchronisation fand dieses Detail keine Berücksichtigung.

## Premieren
- Frankreich: 5. Mai 1965
- Deutschland: im Juni 1965[4]

## Synchronisation
Es existiert eine synchronisierte deutsche Fassung des Films (Studio Canal), die in z. T. weiten Passagen den französischen Originalton enthält. Offenbar existiert auch eine gekürzte deutsch synchronisierte Fassung, die mit originalen Ergänzungen – ohne Nachsynchronisation – auf die volle (französische) Länge gebracht wurde. Die synchronkartei.de spricht z. B. auch von „(neue Szenen)“ bzw. „Die neuen Szenen entstanden 2010“.

## Kritiken
Das Lexikon des internationalen Films urteilte: „Godard mischt ebenso intelligent wie anspruchsvoll Science-Fiction- und ‚film noir‘-Motive. Er siedelt sie unverkennbar im Paris des Jahres 1965 an und macht damit klar, dass nicht die Zukunft, sondern bereits die Gegenwart voller Schrecken ist, da Zeichen und Maschinen den Menschen immer mehr zurückdrängen. Eine formal wie gedanklich eindrucksvolle filmische Reflexion, die in eine mögliche Befreiung durch die Poesie und die Liebe mündet.“
Marie Anderson von Kino-Zeit meinte: Der Film  zeigt eine „geheimnisvollen Geschichte, die im Grunde weniger ein in der Zukunft angesiedeltes Szenario entwirft als vielmehr eine filigrane Gesellschaftskritik darstellt, die dem Rückzug der Gefühlswelten und der postulierten Entmenschlichung mit den sanften Waffen der Poesie begegnet.“
Evangelischer Film-Beobachter wertete: „Godards durchdachte und künstlerisch überzeugende Vision eines Staates, in dem ein Elektronengehirn Denken und Fühlen der Menschen beherrscht, ist eine von realen Möglichkeiten gar nicht so weit entfernte Utopie, die man nachdenklichen Erwachsenen empfehlen kann, wenn auch der Aufbau Eddie Constantines zum erfolgreichen Vertreter der bedrohten Freiheit des Geistes und der Seele nicht vollständig gelungen ist.“
Oliver Armknecht von film-rezensionen.de meinte, der Film „Für Godard-Verhältnisse ist mit Alphaville ein relativ geradliniger 96 minütiger Film entstanden, der dezente Science-Fiction-Elemente mit Versatzstücken aus dem Kriminal- und Agentenfilm vermischt. Trotz aller Geradlinigkeit ist auch dieser Film gespickt mit literarischen Zitaten und philosophischen und kulturgeschichtlichen Diskursen.“

## Auszeichnung
Der Film gewann den Goldenen Bären auf der Berlinale 1965.

## Trivia
Der Film war 1983 Namensgeber für die deutsche Synthie-Pop-Band Alphaville. Der Bandleader Marian Gold sah den Kampf Mensch gegen Maschine im Film auch im übertragenen Sinne auf die Band passend, die damals mit den technischen Unzulänglichkeiten ihrer ersten Geräte zu kämpfen hatte.
Die beiden Brüder Mika und Aki Kaurismäki gründeten eine Verleihfirma und nannten sie „Villealfa“ – eine Verfremdung des Wortes „Alphaville“ (Aki Kaurismäki nennt Godard als eines seiner Vorbilder).
Der Club Alpha 60 aus Schwäbisch Hall, eines der einflussreichsten soziokulturellen Zentren in Deutschland, entlehnte seinen Namen aus dem Film.